# O Diário de Bridget Jones (romance)
O Diário de Bridget Jones é um romance de 1995 de Helen Fielding. Escrito na forma de um diário pessoal, o romance narra um ano na vida de Bridget Jones, uma mulher trabalhadora solteira de trinta e tal anos que vive em Londres. Escreve sobre sua carreira, auto-imagem, vícios, família, amigos e relacionamentos amorosos.
Até 2006, o livro tinha vendido mais de dois milhões de cópias em todo o mundo. Os Críticos designaram o romance de Fielding um "ur-texto" do movimento contemporâneo chick lit. Uma sequela, Bridget Jones: The Edge of reason, foi publicado em 1999. Outra sequela, Bridget Jones: Mad About the Boy, saiu em 2013.

## Enredo
Bridget não só vive obcecada sobre a sua vida amorosa, mas também com os detalhes das suas várias lutas diárias contra o seu peso, o seu excesso de indulgência em álcool e cigarros e a sua carreira. Os amigos e família de Bridget são as personagens secundárias no seu diário. Esses amigos estão lá para ela incondicionalmente durante todo o romance, dando-lhe conselhos sobre seu relacionamento e apoio, quando surgem problemas. Os seus amigos são, essencialmente, o seu substituto de família em Londres. Os pais de Bridget vivem fora da cidade, e enquanto eles desempenham um papel menos importante do que seus amigos, são figuras importantes na vida de Bridget. A sua mãe é uma mulher delirante com excesso de confiança, que tenta constantemente casar Bridget com um homem rico e bonito; e o seu pai é consideravelmente mais simplório, embora às vezes seja conduzido para estados de espírito estranhamente instáveis pela sua esposa. Bridget visita, muitas vezes, os seus pais, assim como seus pais dos seus amigos, principalmente Geoffrey e Una Alconbury; Geoffrey cria uma situação levemente desconfortável para Bridget insistindo em que ela o chame de "Tio Geoffrey" apesar da sua propensão para lhe apertar o seu atraseiro, sempre que se encontram. Nestas situações, Bridget é, muitas vezes, atormentado com a pergunta "Como está sua vida amorosa?" e exposta às excentricidades da sociedade da classe média britânica, que se manifesta nos bufetes de caril e festas de Pegas e Padres em que as mulheres usam disfarces sexualmente provocantes ("pegas"), enquanto os homens se vestem como padres anglicanos. O romance baseia-se em Orgulho e Preconceito.

## Prémios
O romance ganhou o Livro Britânico do Ano de 1998, e venceu o Prémio Tracie Bennett de 2000 de "narração feminina solo" pela sua narração audiobook. Em 2003, o romance ficou listado no número 75, no inquérito BBC A Grande Leitura.

## Adaptação para o cinema
Uma adaptação para o cinema do romance foi lançada em 2001. As estrelas de cinema Renée Zellweger (num papel nomeada a um Oscar de melhor atriz) como o heroína eponima, Hugh Grant como Daniel Cleaver, e Colin Firth como Mark Darcy. Foi realizado por Sharon Maguire (amiga de Helen Fielding que foi a inspiração para Shazzer) e o roteiro foi escrito por Fielding, Andrew Davies e Richard Curtis.

## Adaptação Musical
Uma versão musical está atualmente a ser preparada. Prevê-se que o show estreie no West End de Londres, em 2012, embora nenhuma data tenha sido confirmada oficialmente. A cantora de Pop britânica Lily Allen escreveu a música e letras, e Stephen Daldry será o encenador, acompanhado pelo seu colega Peter Darling, que servirá como coreógrafo. Um elenco oficial para a produção ainda não foi fechado, mas as oficinas para o show já começaram com atriz de TV e estrela de Legalmente Loira Musical, Sheridan Smith, no papel principal.